# Massive Luxury Overdose
Massive Luxury Overdose è il secondo album in studio del gruppo musicale svedese Army of Lovers, pubblicato nel 1991.

## Tracce
Edizione Standard
1. We Stand United – 3:44
2. Crucified – 3:32
3. Candyman Messiah – 3:24
4. Obsession – 3:39
5. I Cross the Rubicon – 4:01
6. Supernatural (1991 remix) – 3:54
7. Ride the Bullet (1991 remix) – 3:42
8. Say Goodbye to Babylon – 4:26
9. Flying High – 3:39
10. Walking with a Zombie – 4:09
11. My Army of Lovers – 3:27

Reissue (1992)
1. Dynasty of Planet Chromada – 3:54
2. Crucified – 3:32
3. Candyman Messiah – 3:24
4. Obsession – 3:39
5. We Stand United – 3:44
6. Say Goodbye to Babylon – 4:26
7. Ride the Bullet – 3:27
8. The Particle Song – 3:26
9. Someone Somewhere – 3:18
10. I Cross the Rubicon – 4:01
11. Flying High – 3:39
12. Walking with a Zombie – 4:09
13. Judgement Day – 3:58